# پسشت
| p | s | S · t |

| p | s | S · t |

پسشت (انگلیسی: Peseshet) یا پسشیت (عربی: بسشيت) یک پزشک در دوران دودمان چهارم در مصر باستان بود.
وی را نخستین پزشکِ زن در مصر باستان می‌دانند اگرچه «مریت پته» پیش از او می‌زیسته است. لقب او «بانوی سرپرست پزشکان زن» بوده است، اما هنوز مشخص نیست که آیا خودش واقعاً پزشک بوده یا خیر. سایر القاب او عبارت بودند از: «آشنای پادشاه» و «سرپرست کاهنان تدفینِ مادرِ شاه».
گویا او پسری هم به نام «آخثعتپ» داشته که در مصطبه‌اش در جیزه، یک درب کاذب تزئینی برای «پسشت» (مادرش) وجود داشت، اما واقیعت آن است که هنوز رابطهٔ مادری-پسری این دو، توسط مدارک خطی اثبات نشده است. روی این درب زینتی، تصویر مرد دیگری به نام «کانِفر» هم حک شده است که احتمالاً همسر «پسشت» بوده است.
احتمال می‌رود او دانش‌آموختهٔ رشتهٔ مامایی در دانشکدهٔ پزشکی باستانی مصر در شهر سائیس بوده باشد. در واقع احتمالاً این رشتهٔ پیراپزشکی در آن زمان‌ها هم موجود بوده، اگرچه نامِ باستانیِ مصری آن امروزه نامشخص است.
کتاب مقدس عبری اگرچه یک منبع موثقِ وقایعِ تاریخی پیش از سدهٔ هفتم از گاه‌شماری دوران مشترک نیست، اما در «سفر خروج» (۱٬۱۶) اشاره‌ای به ماماها دارد:
«و او (پادشاه مصر) گفت: هنگامی که در مطب مامایِ زنانِ عبری خدمت می‌کنی تا آنان را در صندلی‌های مخصوص ببینی…»